# Цытович, Владимир Николаевич
Владимир Николаевич Цытович (1858—1941) — российский военный инженер,
генерал-майор. Участник Русско-турецкой, Первой мировой и  Гражданской войн.

## Биография
Родился в Варшаве в семье генерал-лейтенанта Николая Степановича Цытовича; племянник генералов Э. С. Цытовича, П. С. Цытовича и В. С. Цытовича; двоюродный брат статского советника Э. П. Цытовича,  генерала Н. П. Цытовича и полковников В. В. Цытовича и В. В. Цытовича.
В 1877 году, после окончания Николаевского инженерного училища, подпоручиком участвовал в Русско-турецкой войне. В 1880 году поручик. В 1886 году штабс-капитан. В 1889 года командовал ротой. В 1892 году произведён в капитаны,
19 декабря этого же года за отличие переведен в Лейб-гвардию штабс-капитаном, и назначен офицером-воспитателем, 2 апреля 1895 года произведён в капитаны гвардии и  назначен ротным командиром  Николаевского инженерного училища.
В 1900 году произведен в полковники за отличие и назначен состоять в распоряжении при Главном инженерном управлении. 14 июля 1902 года назначен командиром 11-го Императора Николая I-го сапёрного батальона. В 1905 году уволен от службы с производством в генерал-майоры.
Будучи в отставке, участвовал в переводах книг в издательстве брата своей жены, известного редактора и издателя — Д. Е. Жуковского. В 1909 году присутствовал на свадьбе последнего с поэтессой А. К. Герцык в Париже, исполняя по её шутливому замечанию роль «свадебного генерала». Цытович был свидетелем со стороны жениха а  поэт В. М. Волошин со стороны невесты.
В 1914 году после начала Первой мировой войны
возвращен на службу. С 1915 по 1917 годы  состоял в резерве чинов при Управлении инспектора инженерной части Петроградского военного округа. С 1917 года в отставке.
Участник Гражданской войны на стороне Белого движения на Востоке России, в армии адмирала А. В. Колчака. С 1918 по 1922 годы после занятия Екатеринбурга войсками Сибирской армии, В. Н. Цытович зачислен в штат Николаевской академии Генерального штаба, исполняя должность помощника библиотекаря.
После разгрома Белой армии остался на родине. Жил в Крыму, где и умер в 1941 году.

## Звания, чины
- Подпоручик (16 апреля 1878 года);
- Поручик (6 августа 1880 года);
- Штабс-капитан (27 июля 1886 года);
- Капитан (30 августа 1892 года);
- Штабс-капитан гвардии (19 декабря 1892 года) — "За отличие по службе";
- Капитан гвардии (2 апреля 1895 года);
- Полковник гвардии   (6 декабря 1900 года) — "За отличие по службе";
- Генерал-майор (1905 год)

## Награды
- Орден Святого Станислава 3-й степени (1880 год);
- Орден Святой Анны 3-й степени (1887 год);
- Орден Святого Станислава 2-й степени (1893 год);
- Орден Святой Анны 2-й степени (1895 год);
- Орден Святого Владимира 4-й степени (1898 год);
- Орден Святого Владимира 3-й степени (ВП 3 апреля 1916 года)

Медали:
- Медаль «В память русско-турецкой войны 1877—1878»
- Медаль «В память царствования императора Александра III»

## Семейная связь
Был женат на дочери генерала от инфантерии Евгения Михайловича Жуковского — Любови
Дети:
- Мария (1898)
- Евгений (1890—1975)
- Алексей (1893—1983) — Старший лейтенант Российского Императорского Флота, герой Первой мировой войны, командир отделения дивизиона сторожевых судов Черноморского флота. В 1917 году за проявленный героизм был награждён Георгиевским крестом с лавровой веткой для офицеров 4-й степени (№ 1101821). С 1918 года офицер ВСЮР у А.Деникина, затем у П.Н.Врангеля. После поражения Белого движения эмигрировал в Англию, капитан Британского флота.